# Diócesis de Saint-Étienne
La diócesis de Saint-Étienne (en latín: Dioecesis Sancti Stephani y en francés: Diocèse de Saint-Étienne) es una circunscripción eclesiástica de la Iglesia católica en Francia. Se trata de una diócesis latina, sufragánea de la arquidiócesis de Lyon. Desde el 18 de mayo de 2016 su obispo es Sylvain Bataille.

## Territorio y organización

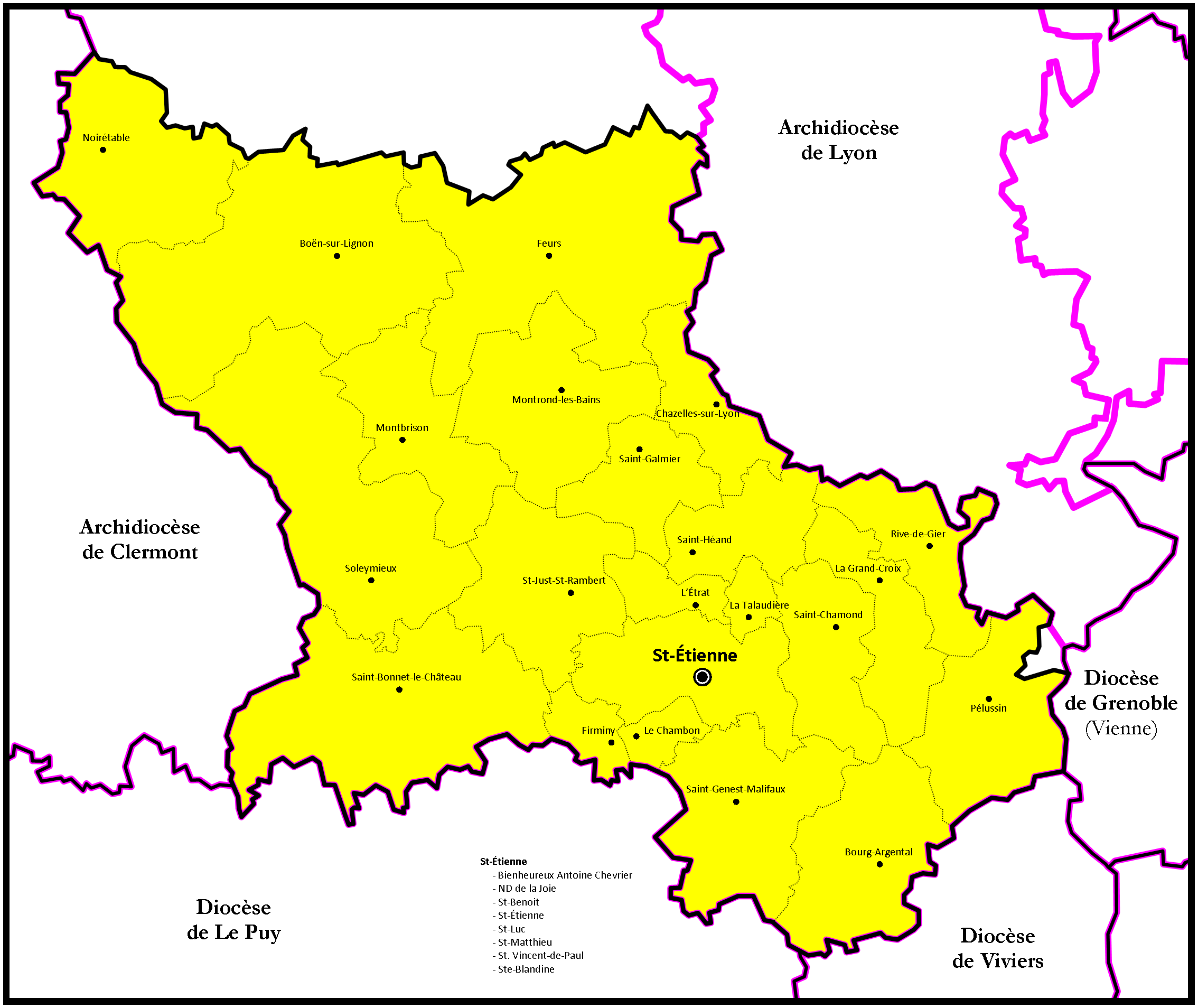
Mapa de la diócesis

La diócesis tiene 3035 km² y extiende su jurisdicción sobre los fieles católicos de rito latino residentes en el departamento de Loira en la región de Auvernia-Ródano-Alpes, excepto el distrito de Roanne que pertenece a la arquidiócesis de Lyon.
La sede de la diócesis se encuentra en la ciudad de Saint-Étienne, en donde se halla la Catedral de San Carlos Borromeo.
En 2022 en la diócesis existían 25 parroquias.

## Historia
La idea de erigir una diócesis en Saint-Étienne, separada de la arquidiócesis de Lyon, surgió ya en el siglo XIX cuando, debido a la creciente importancia asumida por la ciudad, el 25 de julio de 1855 se convirtió en la capital del departamento del Loira en sustitución de la ciudad de Montbrison. El 27 de octubre de 1856 el consejo municipal de Saint-Étienne pidió a las autoridades civiles que su ciudad se convirtiera en sede de una diócesis; la solicitud se repitió en 1869 en la prefectura.
En septiembre de 1873 el arzobispo de Lyon Jacques-Marie-Achille Ginoulhiac convocó un sínodo diocesano, donde se planeó un debate sobre la posible erección de una nueva diócesis. Pero en el último momento se retiró este punto del orden del día. Sin embargo, a petición del propio Ginoulhiac, en 1875 la Santa Sede nombró a Odon Thibaudier obispo auxiliar con residencia en Saint-Étienne. Pero ya al año siguiente, Thibaudier fue designado para la diócesis de Soissons. A partir de ese momento, Saint-Étienne sólo contó con un provicario en representación del arzobispo de Lyon.
En 1917 la Santa Sede nombró después de más de cuarenta años un obispo auxiliar en la persona de Hyacinthe-Jean Chassagnon, con obligación de residencia en Saint-Étienne (cum ononere residenae in oppido St. Etienne). Le sucedieron otros obispos auxiliares residentes: Etienne Irénée Faugier (1922-1928), Jean Delay (1928-1937) y Etienne Bornet (1937-1958).
Mientras tanto, continuaron las solicitudes para la erección de una diócesis. En 1958 el cardenal lionés Pierre-Marie Gerlier creó una comisión especial para estudiar la cuestión. Después de la muerte del papa Pío XII, que se había opuesto a la erección de una nueva diócesis, un obispo coadjutor con derecho de sucesión, Jean-Marie Villot, y un obispo auxiliar, Marius-Félix-Antoine Maziers, fueron nombrados en Lyon el mismo día (17 de diciembre de 1959). A este último se le confiaron los siguientes cargos para la ciudad y el departamento de Saint-Étienne: nombramiento de párrocos y vicarios parroquiales; nombramiento para todos los demás cargos eclesiásticos; autorización para la construcción de nuevas iglesias; dirección de Acción Católica. En su trabajo, Maziers contó con la ayuda de su propio consejo episcopal, distinto del de Lyon. Transferido a Burdeos, fue sustituido en 1968 por Paul-Marie François Rousset.
El 22 de octubre de 1968 el nuncio apostólico Paolo Bertoli instaló en Lyon una comisión interdiocesana especial para estudiar diversas cuestiones, entre ellas la erección de la diócesis de Saint-Étienne. Tras los trabajos de la comisión, el consejo presbiteral de Lyon, en abril de 1970, dio su dictamen favorable a la erección de la diócesis; en junio siguiente, los obispos implicados en los cambios hicieron una petición expresa a Roma para la erección de la nueva sede episcopal.
Así, finalmente, después de un largo camino que duró más de un siglo, el 26 de diciembre de 1970, fiesta de san Esteban protomártir, con la bula Signa temporum el papa Pablo VI erigió la diócesis de Saint-Étienne, con territorio obtenido de la de arquidiócesis de Lyon. El 23 de febrero siguiente fue nombrado el primer obispo Paul-Marie François Rousset, último obispo auxiliar de Saint-Étienne.
En 1988 y 1999 el papa Juan Pablo II canonizó a dos sacerdotes originarios de la diócesis: el misionero Jean-Louis Bonnard, fallecido en Vietnam y celebrado junto a los Mártires de Vietnam, y Marcelino Champagnat, fundador de la Congregación de los Hermanos Maristas.

## Estadísticas
Según el Anuario Pontificio 2023 la diócesis tenía a fines de 2022 un total de 473 000 fieles bautizados.
| Año                                                                             | Población            | Población | Población      | Sacerdotes | Sacerdotes    | Sacerdotes    | Bautizados por sacerdote | Diáconos permanentes | Religiosos | Religiosos | Parroquias |
| Año                                                                             | Bautizados católicos | Total     | % de católicos | Total      | Clero secular | Clero regular | Bautizados por sacerdote | Diáconos permanentes | Varones    | Mujeres    | Parroquias |
| ------------------------------------------------------------------------------- | -------------------- | --------- | -------------- | ---------- | ------------- | ------------- | ------------------------ | -------------------- | ---------- | ---------- | ---------- |
| 1980                                                                            | 500 000              | 587 333   | 85.1           | 384        | 325           | 59            | 1302                     |                      | 163        | 548        | 263        |
| 1990                                                                            | 515 000              | 598 000   | 86.1           | 309        | 261           | 48            | 1666                     | 3                    | 161        | 367        | 268        |
| 1999                                                                            | 450 000              | 578 843   | 77.7           | 249        | 207           | 42            | 1807                     | 16                   | 123        | 264        | 142        |
| 2000                                                                            | 445 000              | 588 903   | 75.6           | 244        | 206           | 38            | 1823                     | 17                   | 112        | 298        | 45         |
| 2001                                                                            | 442 000              | 575 540   | 76.8           | 236        | 201           | 35            | 1872                     | 18                   | 104        | 295        | 45         |
| 2002                                                                            | 442 000              | 575 540   | 76.8           | 223        | 194           | 29            | 1982                     | 20                   | 95         | 263        | 45         |
| 2003                                                                            | 442 000              | 575 540   | 76.8           | 216        | 180           | 36            | 2046                     | 20                   | 90         | 257        | 45         |
| 2004                                                                            | 442 000              | 575 540   | 76.8           | 187        | 153           | 34            | 2363                     | 22                   | 88         | 233        | 32         |
| 2010                                                                            | 455 000              | 591 000   | 77.0           | 184        | 163           | 21            | 2472                     | 30                   | 54         | 157        | 31         |
| 2014                                                                            | 464 000              | 591 628   | 78.4           | 162        | 137           | 25            | 2864                     | 34                   | 59         | 122        | 31         |
| 2017                                                                            | 470 387              | 600 037   | 78.4           | 150        | 123           | 27            | 3135                     | 31                   | 51         | 108        | 31         |
| 2020                                                                            | 474 100              | 603 400   | 78.6           | 117        | 87            | 30            | 4052                     | 33                   | 58         | 83         | 30         |
| 2022                                                                            | 473 000              | 603 000   | 78.4           | 77         | 62            | 15            | 6142                     | 36                   | 38         | 80         | 25         |
| Fuente: Catholic-Hierarchy, que a su vez toma los datos del Anuario Pontificio. |                      |           |                |            |               |               |                          |                      |            |            |            |

## Episcopologio
- Paul-Marie François Rousset, Ist. del Prado † (23 de febrero de 1971-28 de septiembre de 1987 renunció)
- Pierre Jacques Joatton, Ist. del Prado † (20 de abril de 1988-28 de junio de 2006 retirado)
- Dominique Lebrun (28 de junio de 2006-10 de julio de 2015 nombrado arzobispo de Ruan)
- Sylvain Bataille, desde el 18 de mayo de 2016